# Boarmia gitanaria
Boarmia gitanaria là một loài bướm đêm trong họ Geometridae.